# Emmanuel Mbola
Emmanuel Mbola (Kabwe, 1993. május 10. –) zambiai válogatott labdarúgó, jelenleg az Nkana játékosa

## Sikerei, díjai
Pjunik Jerevan
- Örmény bajnok (1): 2009
- Örmény kupagyőztes (1): 2009